# Honkasaari (ö i Finland, Norra Savolax, Inre Savolax, lat 62,81, long 26,80)
Honkasaari är en ö i Finland. Den ligger i sjön Iisvesi, Virmasvesi och Rasvanki och i kommunen Tervo i den ekonomiska regionen  Inre Savolax ekonomiska region  och landskapet Norra Savolax, i den centrala delen av landet, 300 km norr om huvudstaden Helsingfors. Öns area är 37,8 hektar och dess största längd är 1,4 kilometer i sydöst-nordvästlig riktning.